# Гаврил Брънчев
Гаврил Генчев Брънчев е български националреволюционер.

## Биография
Гаврил Брънчев е роден през 1849 г. в град Орхание (дн. Ботевград). Работи като ханджия. Включва се в националноосвободителните борби. Секретар на Орханийския частен революционен комитет на ВРО. В неговия „Шарен хан“ е организирано и в близост изпълнено покушението срещу дякона Паисий.
След Арабаконашкия обир е арестуван. Осъден по Софийския процес срещу ВРО на вечно заточение в Диарбекир (1873). Успява да избяга на 25 юни 1876 г.
Участва в Руско-турската война (1877 – 1878). След Освобождението от османско владичество заема административни длъжности по финансовата част в Орханийска околия.
Улица в град Ботевград е наименувана „Гаврил Брънчев“.